# 凯特明讷
凯特明讷（丹麥語：Kerteminde）是位于菲英岛上的一个丹麦城镇，是凱特明訥市鎮的行政中心。这里是菲英岛上最重要的渔港和海产品交易中心。凯特明讷共有人口5,033人（2017），而在2014年1月1日时，有人口5,855人。

## 名人
- 约翰内斯·拉森（丹麥語：Johannes Larsen）：画家
- 卡斯帕·克里斯滕森（丹麥語：Casper Christensen）：喜剧演员
- 尼古拉斯·沃默兰德（丹麥語：Niclas Vemmelund）：足球运动员

## 旅游
凯特明讷有许多旅游景点。最出名的是市中心的阿曼达雕像。这里有一家比较出名的海鲜餐厅，名为鲁道夫·马西斯，还有有一家维京博物馆，以及专门从事关于海洋哺乳动物研究的博物馆兼研究机构Fjord & Bælt。

## 友好城市
- 洛克萨, 爱沙尼亚
- 伦派莱, 芬兰
- 福桑, 挪威
- 上埃伊克尔, 挪威
- 北伯立克, 英国
- 乌尔里瑟港, 瑞典
- 拉德霍什季山麓罗日诺夫（英语：Rožnov pod Radhoštěm）, 捷克共和国
- 施文蒂嫩塔尔, 德国